# 布伦丹·罗杰斯
班頓·羅渣士（英語：Brendan Rodgers，1973年1月26日—）是一名北愛爾蘭前足球運動員，退役後轉任教練工作，曾任教屈福特、雷丁、史雲斯、利物浦、凯尔特人及李斯特城領隊。

## 生平

### 球員
羅渣士曾效力于北愛爾蘭的巴利米纳联，其後轉投英格蘭的雷丁，未有為球隊上陣一場聯賽，便因遺傳的膝蓋傷患問題而提前退役，時年僅20歲。

### 教練
雷丁青訓學院
羅渣士在退役後開展教練工作，於1995年7月成為雷丁青訓學院青年隊教練，任職長達9年之久。
車路士青年隊及預備隊
2004年摩連奴入主車路士，邀請羅渣士加入教練團隊，於9月成為青年隊主教练，並於2006年7月晉升為預備隊主教练。

## 領隊

### 屈福特
2008年11月24日羅渣士獲英冠球會屈福特聘任為領隊，是其首份頂級管理工作，當時年僅35歲，是全英冠最年青的領隊，接任時球隊處第21位，僅比降班區域多兩分，最終帶領球隊於2008/09年球季結束時取得第13位的中游成績。

### 雷丁
當科贝尔辭任雷丁領隊後，羅渣士成為繼任人選大熱，於2009年6月5日獲聘成為雷丁領隊，簽約三年，解約補償金初步為50萬英鎊，可增加到100萬英鎊。8月11日在英格蘭聯賽盃5-1大破英乙的保頓艾爾賓取得上任後首勝。但其後戰績不振，上任6個月領軍出戰23場賽事，在聯賽取得5場勝仗，僅有1場在主場取勝，球隊與降班區域僅差1位，於12月17日雙方同意提前解約。

### 史雲斯
2010年7月16日羅渣士獲英冠威爾斯球會史雲斯委任成為領隊，取代離隊轉投莱斯特城的保罗·索萨。在罗杰斯的带领下，斯旺西通过升级附加赛升级英超，成为英超建立以来第一支来自威尔士的球队。2011-12赛季，斯旺西在英超的处子赛季表现出色，最终夺得英超第11名。

### 利物浦
2012年5月31日，羅渣士确认与英超利物浦队签约，成为利物浦新任主教练。羅渣士表示，利物浦令他难以抗拒 。在羅渣士執教的首個球季，利物浦僅以第七名完成球季，下季無緣參與歐洲賽事。
2013-2014賽季，利物浦僅以兩分之差屈居聯賽亞軍，雖然無緣奪得英超冠軍，但來季將會參與歐洲聯賽冠軍盃，也是利物浦自2009–10賽季後再次參與這項賽事。
2014-2015賽季，利物浦僅排名第六，再度無緣下季的歐洲聯賽冠軍盃。
2015-2016賽季，利物浦於賽季初八場賽事僅三場報捷。在利物浦與愛華頓賽和一比一後，羅渣士於2015年10月4日遭利物浦解僱。執教利物浦的三年多里共帶隊打了166場比賽，取得85勝39平42負的成績，其中122場為英超聯賽，63勝30平29負。

### 些路迪
2016年5月20日羅渣士獲蘇超球會些路迪委任成為領隊。2016年7月12日，在他執教的第一場正式比賽中，凱爾特人隊在 2016-17 賽季歐洲冠軍聯賽資格賽第二輪第一回合客場以1-0負于直布羅陀的林肯紅魔隊。他談到這個出人意料的結果時說：“顯然很失望。沒有尷尬。”凱爾特人隊在凱爾特人公園以3-0戰勝了他們的一球劣勢。2016年8月23日，凱爾特人以總比分 5-4 戰勝貝爾謝巴夏普爾，三年來首次晉級 2016-17 賽季歐冠小組賽。2016年9月13日小組賽首場比賽，羅傑斯在諾坎普0-7負于巴塞羅那，這是布倫丹-羅傑斯遭遇的最慘敗，也是凱爾特人在歐戰中最差的成績。
2016 年 11 月 27 日，羅傑斯在蘇格蘭聯賽杯決賽中凱爾特人隊以 3-0 擊敗阿伯丁隊，贏得了他作為主教練的第一座獎杯。這場胜利也給凱爾特人隊帶來了他們的第 100 個主要獎杯。
2016 年 12 月 31 日，羅傑斯成為凱爾特人隊歷史上第一位在對陣流浪者隊的開場三場比賽中獲勝的主教練。 這場胜利意味著凱爾特人隊在少賽一場的情況下在 2016-17 賽季蘇格蘭超級聯賽積分榜上領先 19 分。 它還確保了凱爾特人從可能的60分中得到58分，並將他們在國內足球的不敗紀錄擴大到24場。
2017 年 4 月 2 日，凱爾特人隊以 5-0 擊敗哈茨隊，在還有八場比賽下確保俱樂部連續六季獲得聯賽冠軍。五天后，羅傑斯與凱爾特人簽下一份為期四年的新合同。
隨著凱爾特人在國內的不敗戰績的繼續，他們在2017 年 4 月 29 日以 5-1 擊敗他們的對手，讓流浪者隊在主場埃布羅克斯球場遭受了自 1915 年以來最嚴重的失敗。凱爾特人隊在 5 月 21 日以 2-0 戰勝哈茨隊，他們以創紀錄的 106 分領先聯盟第二的阿伯丁隊 30 分，這支球隊成為自 1899 年以來第一支在頂級聯賽賽季保持不敗的蘇格蘭球隊。2017年5月27日，凱爾特人2-1擊敗阿伯丁贏得蘇格蘭杯，歷史上第四次獲得國內三冠王，並結束了2016-17賽季在所有國內比賽中保持不敗。
2017 年 11 月 4 日，羅傑斯帶領凱爾特人隊以 4-0 戰勝聖約翰斯通。 這場胜利意味著凱爾特人在過去的63場國內比賽中保持不敗。 這場胜利也意味著他們超越了英國保持的 100 年連續國內比賽不敗的記錄，該記錄也是由威利馬利的凱爾特人隊保持的，該記錄於 1917 年保持在 62 場。2017 年 11 月 26 日，羅傑斯在 2017 年蘇格蘭聯賽杯決賽中帶領凱爾特人隊以 2-0 擊敗馬瑟韋爾隊，連續第四次奪得主教練獎杯。 羅傑斯成為俱樂部歷史上第一位贏得他的前四個國內獎杯的經理，並將國內不敗紀錄擴大到 65 場。連續 69 場不敗最終以 4-0 負于哈茨隊告終。
2018 年 4 月 29 日，羅傑斯在凱爾特人公園以 5-0 擊敗流浪者隊，獲得了他的第二個也是凱爾特人連續第七個聯賽冠軍。 這場胜利也將凱爾特人隊對流浪者隊的不敗紀錄延長至 12 場。  2018 年 5 月 19 日，羅傑斯在蘇格蘭杯決賽中以 2-0 戰勝馬瑟韋爾，贏得了蘇格蘭足球歷史上的第一個“雙冠王”（連續兩個賽季的三冠王）。
羅傑斯說，他在 2018 年夏天拒絕了一家中國俱樂部的邀請。他告訴蘇格蘭 BBC：“在中國，這是一筆大錢，但我在這裡找到了快樂。”在未能獲得歐冠資格後 ,凱爾特人隊在歐洲聯賽小組賽中獲得第二名。他們在 32 強賽中以總比分 3-0 被瓦倫西亞淘汰出局。凱爾特人隊在 2018 年 12 月贏得了蘇格蘭聯賽杯，這是羅傑斯在俱樂部連續第七次獲得獎杯。2019年2月，在凱爾特人領先英超8分的情況下，羅傑斯離開凱爾特人，加盟英超李斯特城队。

### 李斯特城
2019年2月26日，羅渣士确认与英超李斯特城队签约，成为李斯特城新任主教练。
羅傑斯執教狐狸隊的第一場比賽是在 2019 年 3 月 3 日客場對陣老東家沃特福德。 比賽以 2-1 告終，安德烈·格雷在第 92 分鐘為黃蜂隊攻入製勝一球。在羅傑斯的主場首秀中，這是他執教的第二場比賽，萊斯特以 3-1 戰勝苦苦掙扎的富勒姆。 前鋒傑米瓦爾迪在比賽中打進了他為俱樂部打進的第100個進球。
2019 年 12 月 6 日，羅傑斯與俱樂部續約至 2025 年。在簽約時，他的球隊已經取得 7 連勝，並在 15 場英超聯賽后排名第二。在他的第一個完整賽季中，羅傑斯帶領萊斯特隊獲得第五名，因此獲得了歐洲聯賽小組賽的資格。
萊斯特隊以強勁的勢頭開啟了 2020-21 賽季，於 2020 年 9 月 27 日在客場以 5-2 擊敗曼城，這意味著羅傑斯是第一位在對陣瓜迪奧拉執教的球隊時攻入 5 球的主教練。在歐洲，萊斯特與布拉加、雅典AEK和盧甘斯克一起在歐羅巴聯賽小組出線，晉級16強，但在客場0-0戰平、主場0-2輸給布拉格斯拉維亞後被淘汰。
2021 年 5 月 15 日，在決賽中 1-0 擊敗切爾西後，他帶領萊斯特城贏得了他們歷史上第一個足總杯冠軍。 賽季結束前，萊斯特城、切爾西和利物浦為爭奪剩餘的歐冠席位展開了激烈的爭奪。 儘管本賽季大部分時間都排名第三，但在倒數第二輪 1-2 輸給切爾西後，萊斯特在利物浦 3-0 擊敗伯恩利後跌至第 5 位，萊斯特和利物浦積分並列，切爾西排名第三。儘管切爾西 1-2 負于阿斯頓維拉讓他們有機會獲得第四名，但萊斯特在保持 2-1 領先優勢直到卡斯帕舒梅切爾在 第76分鐘，貝爾梅開二度。 至此，萊斯特再次獲得第五名，獲得歐聯盃資格。
在2021-22歐羅巴聯賽中，萊斯特城以小組第三的成績晉級歐聯盃，他們在歐聯盃中首次以俱樂部身份闖入歐洲半決賽，但總比分 1-2 輸給了羅馬。
在2022-23賽季，萊斯特城在開局的 10 場英超聯賽中輸了 7 場，在 2022 年世界杯休息前的 5 場比賽中取得 4 場胜利之前跌至積分榜墊底。賽季恢復後，狐狸隊繼續苦苦掙扎，羅傑斯承認，在一些客場球迷反對他的口號後，他理解球迷的沮喪情緒。4 月 2 日，在以 2-1 擊敗同胞水晶宮後，他經雙方同意離開了狐狸隊。4 月 4 日，他表示他完全有信心能夠讓球隊留在英超聯賽中。

### 重返些路迪
2023 年 6 月 19 日，羅傑斯回到凱爾特人，同意一份為期 3 年的合同，以取代即將離任的主教練安格·波斯特科格魯。

## 私人生活
羅渣士在北愛爾蘭安特里姆郡卡内拉（Carnlough）出生及在巴利米纳（Ballymena）接受教育。他已婚並有一兒一女，他的兒子安東（Anton）於1993年在他的生日同一天出生，初時在雷丁青訓學院接受訓練，於2004年隨同羅渣士轉投車路士，2009年夏季簽署獎學金合約，並入選代表愛爾蘭U17；他的女兒名為米莎-路易絲（Mischa-Louise）。羅渣士通曉西班牙語，並正在學習義大利語。
他的綽號是「巴克·罗杰斯」（Buck Rodgers），源於《公元2419世界末日》（Armageddon 2419 A.D.）一個近似名字的角色「巴克·罗杰斯」（Buck Rogers）。

## 榮譽

### 教練生涯
些路迪
- 蘇格蘭足球超級聯賽冠軍：2016-17、2017-18、2023–24
- 蘇格蘭足總盃冠軍：2016-17、2017-18、2023–24
- 蘇格蘭聯賽盃冠軍：2016-17、2017-18、2018-19、2024–25[20]

 莱斯特城
- 英格蘭足總盃冠軍：2020-21賽季[21]
- 英格蘭社區盾冠軍：2021年

## 外部連結
- 足球資料庫：布蘭登·羅渣士的領隊統計數據
- League Managers Association:Brendan Rodgers Profile